# Garganega

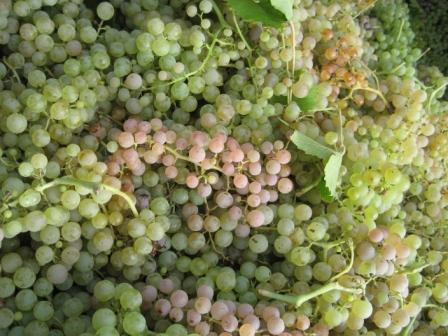
Racimos de garganega.

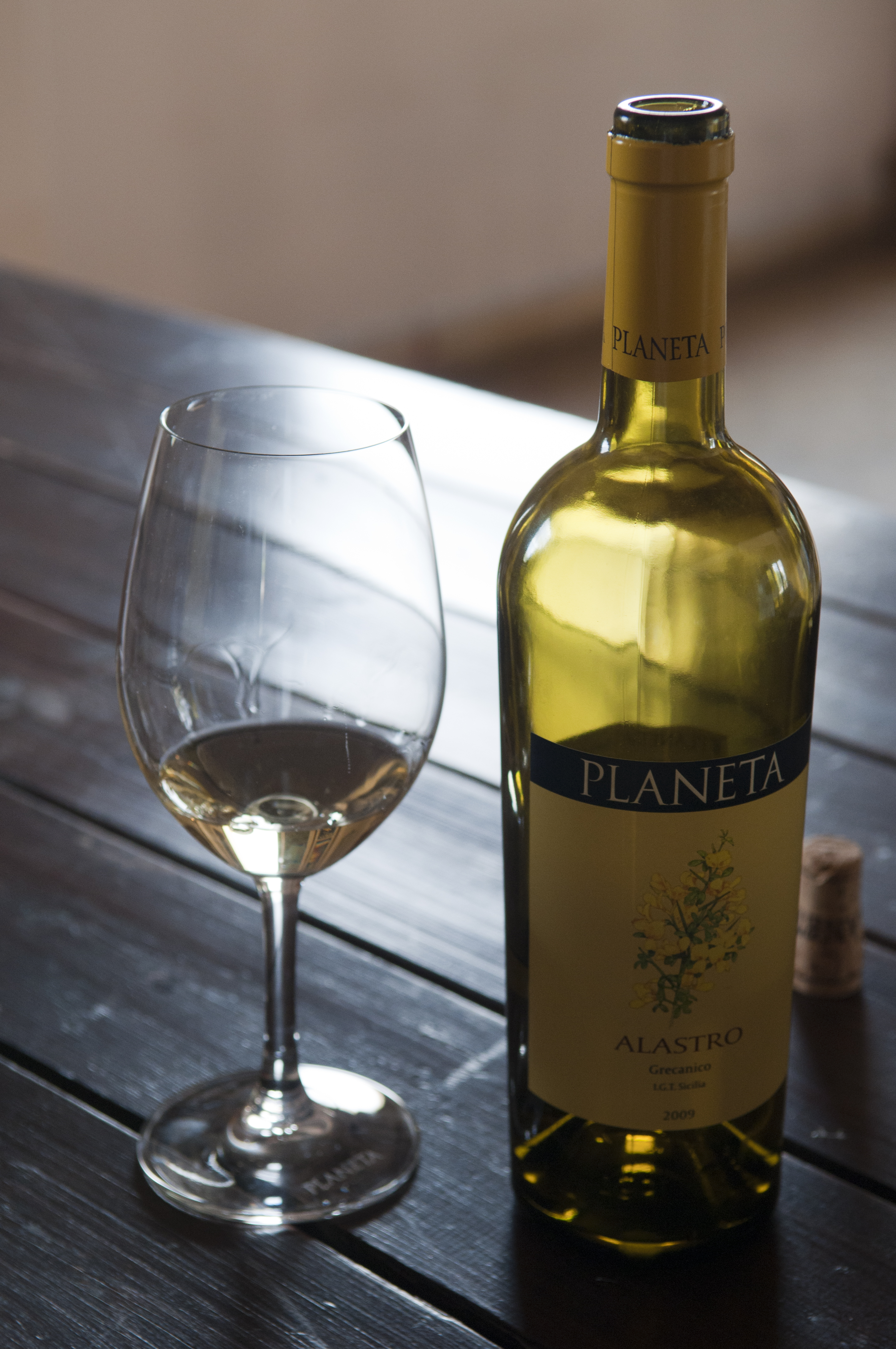
Un vino de garganega de Sicilia, donde la uva es conocida como grecanico.

La garganega es una variedad de uva blanca plantada ampliamente en el Véneto, al noreste de Italia, sobre todo en las provincias de Verona y Vicenza. Es la sexta uva blanca más plantada de Italia. Constituye la base del vino de Soave y también supone la mayor parte de la mezcla usada para hacer el vino de Gambellara.
Los estudios de ADN de 2003 y 2008 han confirmado que la uva grecanico dorato (grecanio) de Sicilia es idéntica a la garganega. Antes de estos estudios, los ampelógrafos creían que estas uvas estaban emparentadas debido a las similitudes de los racimos, las uvas y las hojas.

## Regiones
En la región de Soave, la garganega es la uva principal y en el vino soave puede ser el 70 o el 100% del vino, pudiendo mezclarse con trebbiano y chardonnay. En la zona Classico de Soave, los rendimientos de la vid se mantienen bajo control, la uva puede producir un vino con notas a limón, almendra y picantes. Además de en Soave, la garganega también es plantada ampliamente en las DOC Gambellara, Bianco di Custoza, Colli Berici y Colli Euganei. Fuera del Véneto, hay algunas plantaciones de esta variedad en las regiones vinícolas de Umbría y el Friul.
Cuando crece en Sicilia, donde es conocida como grecanico dorato, la uva madura tarde y puede producir un vino con un poco de acidez.

## Viticultura y vinos
La vid garganega tiene tendencia a madurar tarde y puede ser muy vigorosa. En las fértiles llanuras de las afueras de la zona Soave Classico, la vid puede producir rendimientos demasiado grandes, lo que hace que luego el vino sea de unos sabores más neutros. Los niveles de acidez de la garganega la hacen adecuada para la producción del vino dulce recioto, que tiene potencial para envejecer en botella durante una década o más.

## Relación con otras variedades
Un estudio italiano publicado en 2008 usando el perfil del ADN demostró una estrecha relación de parentesco entre la garganega y varias variedades italianas: albana, catarratto, empibotte, greco bianco del Pollino, malvasia di Candia a sapore semplice, marzemina bianca, montonico bianco y trebbiano toscano (también conocida como ugni blanc). Es posible que la garganega sea uno de los padres de estas uvas. No obstante, los padres de la garganega no han sido establecidos y la naturaleza exacta de su parentesco no ha podido ser establecida de forma concluyente. Los resultados serían de interés, porque estas siete variedades de uva están difundidas en Italia de norte a sur (y la trebbiano toscano más allá de Italia), lo que indica que la garganega es una variedad clave en la genealogía de algunas uvas italianas.

## Sinónimos
La garganega tiene numerosos sinónimos, como d'oro, decanico, dorana di venetia, garganega comune, garganega di gambellara, garganega gentile, garganega grossa, garganega piramidale, garganega veronese, gracanico dorato, grecani, grecanico, grecanico bianco, grecanico dorato, grecanicu biancu, grecanio, greccanico, lizzara, malvasia de manresa, ora, oro, ostesa, ostesona y recanicu.